# Opstandingskathedraal (Arzamas)
De Opstandingskathedraal (Russisch: Воскресенский собор) is een Russisch-orthodoxe kathedraal in de Russische stad Arzamas.

## Geschiedenis
De kathedraal werd gebouwd ter nagedachtenis aan de overwinning op Napoleon in 1812. In 1814 werd met de bouw begonnen, maar wegens gebrek aan financiële middelen moesten de bouwwerkzaamheden herhaaldelijk worden opgeschort. Hierdoor vond de wijding pas op 15 september 1840 plaats. In de jaren 30 van de 20e eeuw waren er plannen van de bolsjewieken om de kathedraal op te blazen, maar protesten deden de autoriteiten besluiten om de kerk niet te slopen en in plaats daarvan over te dragen aan een atheïstisch museum. Al in de jaren 40 werd de kathedraal weer geopend voor de eredienst.

## Architectuur
De kerk werd gebouwd in de stijl van het classicisme en neemt aan het kathedraalplein een prominente plaats in. Het gebouw betreft een ontwerp van Michail Petrovitsj Varentsov, een leerling van de in Rusland bekende architect Andrej Nikiforovitsj Voronichin. De kathedraal heeft de vorm van een Grieks kruis en zowel lengte als breedte zijn bijna 64 meter. Het kruis op de grootste koepel reikt tot bijna 47 meter hoog. Op de timpanen zijn aan elke zijde Bijbelse taferelen aangebracht. Elk timpaan wordt gedragen door twaalf Ionische zuilen. De fresco's in de kathedraal hebben betrekking op het aardse leven van Christus. Er is een iconostase van prachtig snijwerk.